# Magnus Rimling
Magnus Rimling, född 5 augusti 1940 i Bromma församling, död 18 september 2003 i Malmö, var en svensk målare och grafiker.
Rimling studerade några terminer vid Konstfackskolan i Stockholm samt koppargrafik för Franco Leidi.
Bland hans offentliga utsmyckningsuppdrag märks Stockholms tunnelbana, Regionsjukhuset i Linköping och Linköpings kommun.
Rimling är representerad vid Östergötlands museum, Östergötlands läns landsting, Statens konstråd, Linköpings kommun, Mjölby kommun och Gustav VI Adolfs konstsamling.